# Bruks Mekaniska AB

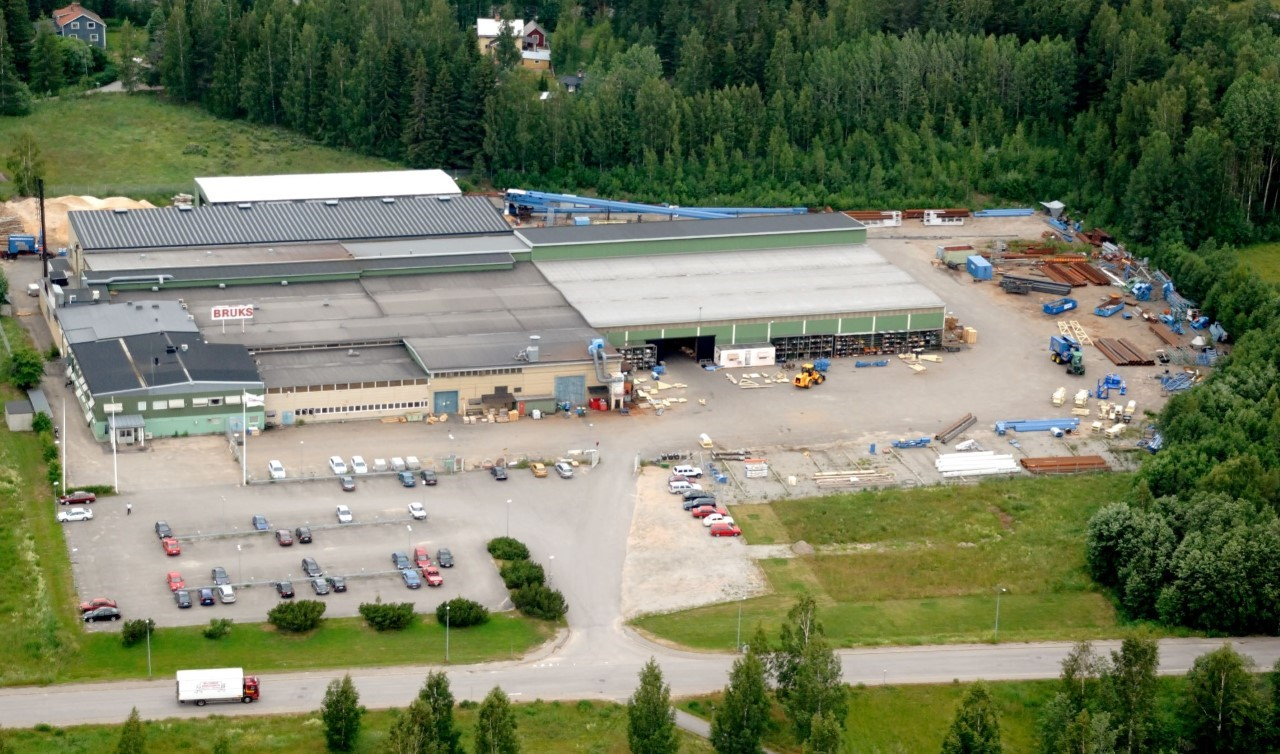
Bruks Mekaniska AB, Flygfoto 2007.

Bruks Mekaniska AB, (numera Bruks AB) bildat 1959, ägdes ursprungligen av grundarna, bröderna Bror Eriksson och Erik Eriksson, Roren, Vallsta i Hälsingland. De var söner till hemmansägaren Erik Eriksson och hustru Margareta i Arbrå, Hälsingland. Bror skötte efter faderns död hemmanet BRUKS i byn Roren, där han tillsammans med brodern Erik började tillverka kraftuttagsdrivna traktorsläpvagnar, först i lantbrukets ladugård, senare i en mindre verkstadsbyggnad. År 1959 grundade bröderna bolaget Bruks Mekaniska AB. I samband med Suez-krisen 1956, då Suezkanalen stängdes för bl.a. oljetransporter sköt oljepriserna i höjden. Eldning med träflis från klenvirke blev intressant och mobila maskiner efterfrågades. Passande maskiner saknades i större omfattning och utvecklandet av dessa maskiner var den egentliga starten till bolagets start och senare kraftiga expansion och tillväxt.
Bror Eriksson, född den 26 augusti 1925 i Roren, död 14 januari 1983 i Arbrå, gift med Alice född Hall. Bror var företagets första VD och VD fram till sin död. År 1963 bidrog han till skapandet av större verkstadslokaler i Arbrå samhälle. Efter hans död inträdde barnen Bror-Erik, Inger och Britt-Marie i företagsledningen.

## Flytt till Arbrå

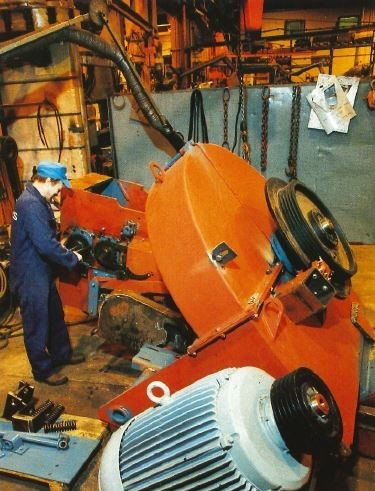
Bruks Mekaniska AB, Montering av Huggmaskin i verkstad 1988.

En traktordriven flishugg med en lutande huggskiva och radiellt placerade knivar för produktion av bränsleflis konstruerades. Efterfrågan ökade mer än vad bröderna i den lilla verkstaden kunde producera. När verksamheten växte behövdes större verkstadslokaler och en större industrifastighet skapades i Arbrå samhälle år 1963. Den lilla traktordrivna skivhuggen vidareutvecklades till större stationära maskiner för produktion av flis från sågverkens avfallsprodukter såsom ribb, bakar och justerverksavkap. Under årens lopp utvecklade företaget maskiner, främst till sågverk och träbearbetande industrier. Där kan rotreduceraren nämnas, de mobila terränggående flishuggarna samt en bandtransportör, kallad Tubulator. Bror var företagets VD fram till sin död 1983. Då inträdde hans barn Bror-Erik, Inger och Britt-Mari i företagsledningen.

## Nya ägare

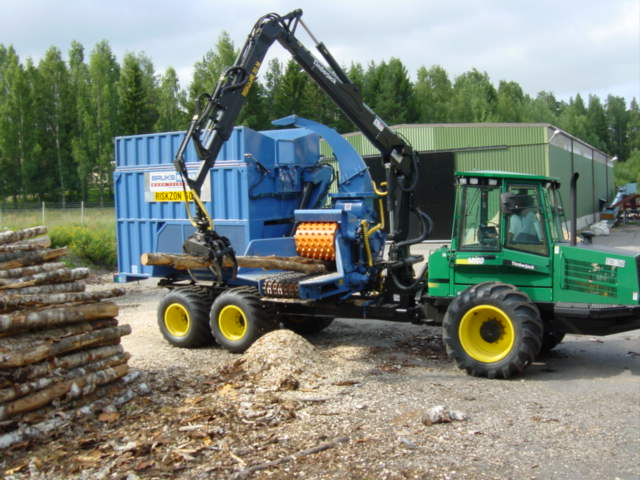
Bruks Mekaniska AB, Mobil Flishuggmaskin 2003.

1984 bjöds 36 % av Bruks aktier ut till försäljning och noterades senare på OTC-marknaden. Resterande aktieinnehav låg kvar i familjens ägo. 1989 sålde familjen sina aktier och bolaget ACORA AB startades som en marknadsorganisation för Bruks Mekaniska AB, Söderhamns Verkstäder, AB, WACO, Jonsereds AB och AB TICO. Bruks köptes 1991 av Ljusdals Invest och år 2000 förvärvades Klöckner Wood Technology i Tyskland och Bruks Klöckner AB bildades . 2006 inträdde JCE Invest som ägare och 2017 sammanfördes Bruks Klöckner AB med Siwertell AB till Bruks Siwertell Group AB. Cargotec och JCE Invest AB är ägare av Bruks Siwertell Group AB till 48% resp 52 %. Bruks AB är numera en del av koncernen Bruks Siwertell Group AB